# Convers Group
Convers Group, eller Konversgorup är en företagskoncern vars huvudsakliga inriktning är banker och finansinstitut i Östeuropa och Storbritannien. Koncernen, som styrs från London ägs av Vladimir Antonov och hans far Alexander Antonov.
Genom Convers Sport Initiatives är koncernen delaktig som sponsor åt olika sportevenemang, där man använder sig av sina olika bolag i marknadsföringen.

## Företag som helt eller delvis ägs av Convers Group
| Namn                               | Verksamhet           | Land                    |
| ---------------------------------- | -------------------- | ----------------------- |
|                                    |                      |                         |
| Antilles Group/West Indies Power   | energibolag          | Nederländska Antillerna |
| Baltic Aviation Systems/Air Baltic | flygbolag            | Lettland                |
| Banco Transatlantico               | bank                 | Panama                  |
| Coventry Protype Panels (CPP)      | konceptbilar         | Storbritannien          |
| Conversbank                        | bank                 | Ukraina                 |
| Convers Money                      | låneinstitut         | Storbritannien          |
| CW Capital                         | konsulttjänster      | Kina                    |
| DBG Convers                        | mobiltjänster        | Storbritannien          |
| Finasta                            | investmentbank       | Litauen                 |
| Latvijas Krajbanka                 | bank                 | Lettland                |
| Lietuvos Rytas                     | dagstidning och tv   | Litauen                 |
| Multiasset                         | bank                 | Schweiz                 |
| Odnako                             | affärstidning        | Ryssland                |
| Pension Bank                       | pensionsfond         | Storbritannien          |
| Prince Tower                       | bolåneinstitut       | Storbritannien          |
| Radio 101                          | radiostation         | Lettland                |
| Rīgas Vagonbūves Rūpnīca           | spårvagnstillverkare | Lettland                |
| Snoras                             | bank                 | Litauen                 |
| Spyker                             | sportbilar           | Nederländerna           |
| Svyazstroy                         | telekombolag         | Ryssland                |
| Telegraf                           | dagstidning          | Lettland                |
| Zagato                             | lyxbilskonsult       | Italien                 |